# NHL Winter Classic 2010
Das NHL Winter Classic 2010 presented by Bridgestone war ein Freiluft-Eishockeyspiel zwischen den Boston Bruins und den Philadelphia Flyers, das am 1. Januar 2010 im Fenway Park in Boston, Massachusetts im Rahmen der NHL-Saison 2009/10 ausgetragen wurde. Es war die dritte Auflage der NHL Winter Classic genannten Serie von Freiluftspielen in der Geschichte der National Hockey League nach dem Heritage Classic, das 2003 in Edmonton stattgefunden hatte.

## Stadion und Umfeld

### Stadion
Das Spiel fand im Fenway Park statt, einem Baseballstadion im Stadtteil Fenway der Stadt Boston, das von den Boston Red Sox aus der Major League Baseball genutzt wird. Es wurde 1912 errichtet und stellt das älteste noch genutzte Baseballstadion der nordamerikanischen Profiliga dar. Das Stadion wurde als Baseballstadion erbaut, jedoch wurden auch bereits mehrere American-Football-Spiele in der Arena ausgetragen. Zudem finden gelegentlich Konzerte statt.

### Nebenveranstaltungen
38.112 Zuschauer sahen das Spiel vor Ort im Stadion. Zusätzlich zum Spiel fand im Umfeld des Stadions unter dem Titel Winter Classic Spectator Plaza ein Fan-Festival statt, das die Stadt Boston gemeinsam mit der Liga veranstaltete. Bei freiem Eintritt wurde den Fans am 31. Dezember 2009 und 1. Januar 2010 ein Rahmenprogramm geboten, das unter anderem Auftritte ehemaliger Bruins-Spieler, Konzerte und Gewinnspiele umfasste.

### Vorprogramm

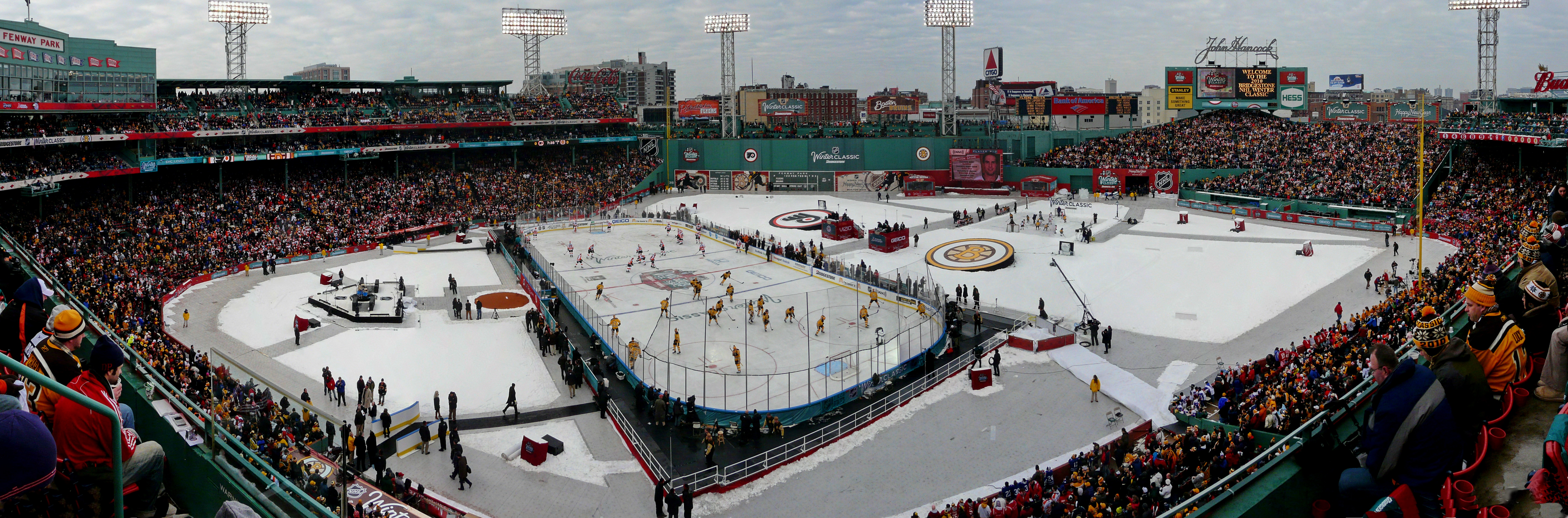
Panorama des Fenway Park vor Spielbeginn

Neben dem Programm außerhalb des Stadions fanden auch im Fenway Park im Vorfeld des Spiels zahlreiche Veranstaltungen statt. In einer Rede erklärte der Bürgermeister von Boston Thomas Menino den 1. Januar 2010 zum Winter Classic Day in der Stadt Boston. Neben ihm sprach auch der Commissioner der NHL Gary Bettman von der Home Plate zum Publikum. Es folgte ein Auftritt der aus Boston stammenden Band Dropkick Murphys, die ihren Song I’m shipping up to Boston spielten.
Das traditionelle Face Off, das vor dem eigentlich Spiel stattfindet, wurde von den ehemaligen Spielern Bobby Orr und Bobby Clarke vorgenommen. Orr war von 1966 bis 1976 für die Boston Bruins aktiv, Clarke spielte von 1969 bis 1984 für die Philadelphia Flyers. Beide wurden nach ihrem Karriereende in die Hall of Fame aufgenommen.
Im Anschluss kamen die beiden Mannschaften auf das Eis. Unmittelbar vor Spielbeginn folgten die Nationalhymnen. Die Hymne der USA wurde von James Taylor gesungen, Daniel Powter interpretierte die kanadische Nationalhymne. Nach einem Feuerwerk, das vom Dach der Haupttribüne abgefeuert wurde, begann das Spiel.

## Berichterstattung
Das Spiel wurde in den Vereinigten Staaten vom Fernsehsender NBC live übertragen, in Kanada zeigten die Sender CBC und RDS das Spiel. Zusätzlich wurde das Spiel über das ligaeigene, kostenpflichtige Portal NHL GameCenter Live im Internet übertragen.

## Sportliche Ausgangslage
Die Boston Bruins hatten zu diesem Zeitpunkt in der laufenden Saison bereits 39 von 82 Spielen absolviert. Sie lagen mit 20 Siegen, zwölf Niederlagen und sieben Overtime-Niederlagen mit 47 Punkten auf dem zweiten Platz in der Northeast Division. Die Philadelphia Flyers hatten ebenfalls 39 Spiele absolviert und dabei 18 Siege erreicht, zwei Overtime-Niederlagen und 19 Niederlagen hinnehmen müssen. Mit 38 Punkten lagen sie zu diesem Zeitpunkt auf dem dritten Platz der Atlantic Division, punktgleich mit dem Vierten New York Rangers. Sie hatten im Laufe der Spielzeit bereits ihren Cheftrainer ausgetauscht.
Bei den beiden bisherigen Aufeinandertreffen der beiden Mannschaften waren beide Male die Philadelphia Flyers als Sieger vom Eis gegangen. Am 23. Oktober 2009 siegten die Flyers in der heimischen Arena mit 4:3 im Shootout, am 15. Dezember 2009 gewannen die Flyers in Boston mit 3:1.

## Spielverlauf
Zum Spiel trugen beide Mannschaften Trikots, die von ihren regulären abweichten und von historischen Trikots beider Vereine inspiriert waren. Die Heimmannschaft lief in den ursprünglichen Vereinsfarben mit dunkelgelben Trikots und dunkelbraunen Hosen auf, das Logo auf der Brust trugen die Spieler erstmals in der Saison 1948/49. Entworfen wurden die Trikots Bostons von Ex-Spieler Cam Neely. Die weißen Trikots des Gasts aus Philadelphia waren dem Heimtrikot der Saison 1973/74 entlehnt.
| 1. Januar 2010 13.00 Uhr                   |                             |                                                                                        |                                   |
| Philadelphia Flyers                        | 1–2 OT (0-0, 1-0, 0-1, 0-1) | Boston Bruins                                                                          | Fenway Park Boston, Massachusetts |
| D. Syvret (S. Hartnell, J. Carter) (24:42) |                             | M. Recchi (D. Morris, D. Krejčí) (57:42) M. Sturm (P. Bergeron, Z. Chára) (61:57) (OT) | Fenway Park Boston, Massachusetts |

Das erste Drittel, in dem keine Tore fielen, bot eine Winter Classic-Premiere: Shawn Thornton und Daniel Carcillo lieferten sich den ersten Faustkampf in der Geschichte eines Freiluftspiels in der NHL. Beide Mannschaften konnten sich nur wenige Torchancen erarbeiten. In der 15. Minute scheiterte Philadelphias Jeff Carter an Torhüter Tim Thomas. Im Gegenzug parierte Michael Leighton einen Schuss von Bostons Derek Morris von der blauen Linie. Eine weitere Chance konnten die Flyers eine Minute vor Drittelende nicht verwerten.
Nach 24:42 Minuten erzielte Danny Syvret den Führungstreffer für die Philadelphia Flyers. Bruins-Torhüter Thomas hatte sich von seinem Gegenspieler Scott Hartnell ablenken lassen, den er versuchte wegzuschieben, während Syvret von der blauen Linie abzog und durch die Schoner von Thomas ins Tor traf. In der 28. Minute hätte Claude Giroux nach einem Pass von Mike Richards frei vor Thomas auf 2:0 erhöhen können, der Torhüter wehrte aber seinen Schuss ab. Eine weitere Chance für die Flyers hatte Arron Asham, der nach Puckverlust der Bruins in der 34. Minute allein auf Tim Thomas zulief. Nach 40 Minuten führten die Philadelphia Flyers mit 1:0, sie hätten durch die klareren Chancen jedoch auch deutlich höher in Führung gehen können.

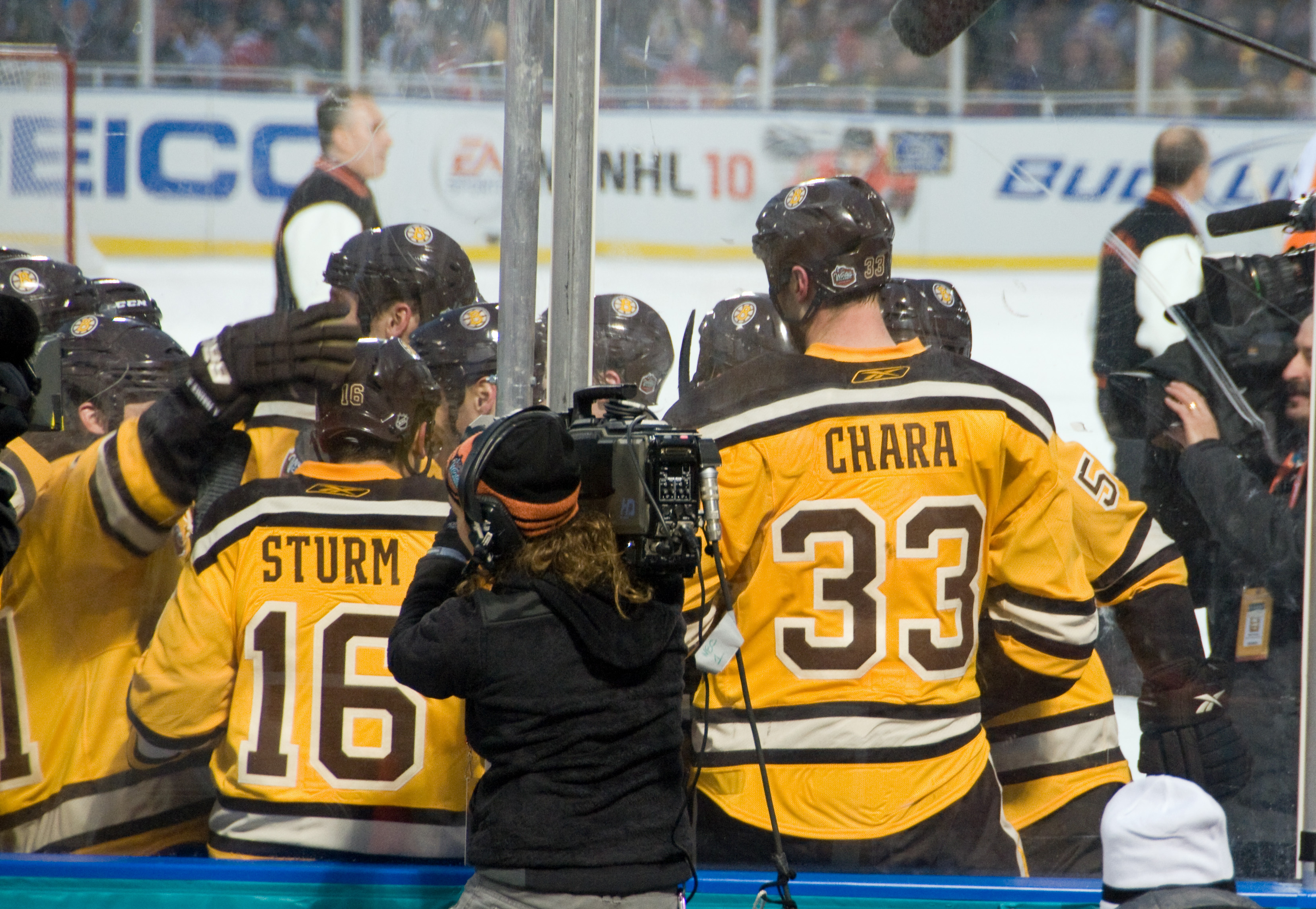
Die Mannschaftskollegen beglückwünschen Marco Sturm nach dessen Siegtreffer in der Verlängerung

Zu Beginn des dritten Drittels hatte Bostons Marco Sturm eine Chance, als er in Unterzahl noch im neutralen Drittel kurz hinter der Mittellinie abzog und Michael Leighton auf die Probe stellte. Der Puck gelangte durch Leightons Schoner, trudelte dann jedoch nur an den Außenpfosten. Im Gegenzug prüfte Scott Hartnell Bostons Tim Thomas, dieser konnte aber abwehren.
Erst nach 57:42 Minuten gelang den Bruins der Ausgleich zum 1:1. Sie hatten sich in Überzahl im Drittel der Gäste festgesetzt und Derek Morris freigespielt, der aus halbrechter Position vors Tor passen konnte. Dort stand Mark Recchi bereit und traf unhaltbar für Leighton zum 1:1.
In der Verlängerung hatten zunächst die Flyers eine Serie von Chancen, die Bruins-Goalie Tim Thomas aber abwehren konnte. Nach 1:57 Minuten gelang Marco Sturm in einem Gegenzug der Siegtreffer, als er einen Pass von Patrice Bergeron aus kurzer Entfernung am Flyers-Torhüter Michael Leighton vorbei im Tor unterbringen konnte.